# Grupa Żywiec
Група Живець (пол. Grupa Żywiec) — польська пивоварна компанія зі штаб-квартирою в місті Живець, яка об'єднує пивоварні з таких міст, як Цешин, Ельблонг, Лежайськ, Варка та Живець. Раніше до групи входили пивоварні з таких міст: Бельсько-Бяла, Бранево, Бидгощ, Гданськ, Ланьцут та Варшава.
Входить до нідерландського концерну «Heineken N.V.».

## Марки пива

### Власні
- Żywiec
- Żywiec Białe
- Żywiec Marcowe
- Żywiec APA
- Żywiec Amerykańskie Pszeniczne
- Żywiec Porter
- Żywiec Bock
- Żywiec Saison
- Warka
- Warka Radler
- Tatra
- Tatra Mocne
- Tatra Niepasteryzowane
- EB
- Specjal
- Specjal Niefiltrowany
- Specjal Bursztynowy
- Królewskie
- Kujawiak
- Leżajsk
- Strong
- Freeq
- Brackie
- Hevelius
- Kaper
- Jasne że Pełne
- Kozackie
- Kozackie Mocne
- Kuflowe Mocne
- Namysłów Białe Pszeniczne
- Namysłów Ciemne Typu Irlandzkiego
- Namysłów Niepasteryzowane
- Namysłów Pils
- Zamkowe
- Zamkowe Export
- Zamkowe Niepasteryzowane
- Złoty Denar
- Złoty Denar Chmielowy
- Złoty Denar Mocny
- Imbir
- Malina
- Plum

### Закордонні
- Heineken
- Desperados
- Fischer
- Murphy’s Irish Stout
- Murphy’s Irish Red

## Пивоварні
Зараз група об'єднує 6 діючих пивоварень. Раніше до групи входило ще 7 пивоварень, які з різних причин були ліквідовані. Марки пива зліквідованих підприємств надалі належать групі.
| Назва підприємства                                    | Заснування | Місто         | Включено до GŻ | Чинний статус |
| Browar w Elblągu                                      | 1872       | Ельблонг      | 1999           | діє |
| Browar Warka                                          | 1975       | Варка         | 1999           | діє |
| Browar Leżajsk                                        | 1977       | Лежайськ      | 1999           | діє |
| Browar w Żywcu                                        | 1856       | Живець        | 1999           | діє |
| Bracki Browar Zamkowy                                 | 1846       | Цешин         | 1999           | діє |
| Browar w Łańcucie                                     | 1834       | Ланьцут       | 1999           | ліквідоване в 2001 р. |
| Browar w Braniewie                                    | 1854       | Бранево       | 1999           | припинено виробництво у 2001 р., продано у 2003 компанії Dr Witt S.A.                                                                                |
| Browar we Wrzeszczu                                   | 1871       | Гданськ       | 1999           | ліквідоване в 2001 р. |
| Browar w Bielsku-Białej                               | 1875       | Бельсько-Бяла | 1999           | Виробництво припинено у 1996 р. Після включення до групи діяльність не відновлено. У 2004 р. GŻ предала підприємство фонду «Fortalicja Czemierniki». |
| Browar Saskich                                        | 1815       | Радом         | 1999           | ліквідоване у 2002 р. |
| Browary Warszawskie Królewskie (Haberbusch i Schiele) | 1846       | Варшава       | 2004           | ліквідоване у 2004 р. |
| Kujawiak Browary Bydgoskie                            | 1858       | Бидгощ        | 2004           | Ліквідоване у 2006 р. |
| Browar Namysłów                                       | 1862       | Намислув      | 2018           | діє |